# Tratado Cubano-Norte-Americano

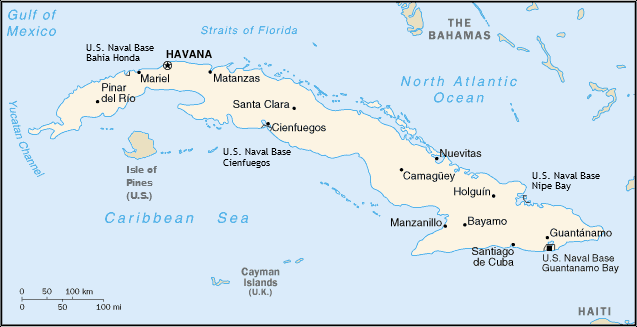
Extensão máxima dos desejos americanos nos territoriais de Cuba.

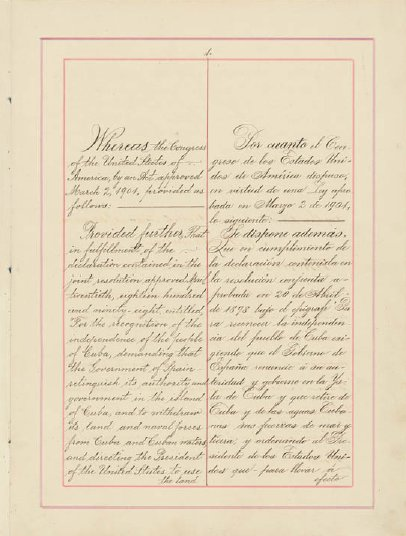
Página um do Tratado de Relações de 1903, incluindo a Emenda Platt

O Tratado Cubano-Norte Americano foi um tratado entre a República de Cuba e os Estados Unidos assinado em 22 de maio de 1903. O tratado contemplava arrendamentos da Baía de Guantánamo; um desses arrendamentos havia sido executado no início do ano, em fevereiro de 1903, e um segundo arrendamento foi executado no final do ano, em julho de 1903.

## O Tratado de Relações de 1903
A lei dos EUA determinou que o presidente cedesse o controle de Cuba ao seu governo somente quando esse governo tivesse endossado as sete disposições estabelecidas na lei dos EUA pela Emenda Platt de março de 1901. O Tratado de Relações de 1903 observou que a Convenção Constitucional de Cuba tinha, em 12 de junho de 1901, adicionado as disposições da Emenda Platt à sua constituição em 21 de fevereiro de 1901. Essas disposições, entre outras coisas, restringiam a independência do governo cubano e davam aos EUA o direito de supervisionar e, às vezes, interferir nos assuntos cubanos. O governo cubano havia tomado o poder e os EUA retiraram suas forças a partir de 20 de maio de 1902. A disposição final da Emenda Platt exigia que suas outras disposições também fossem adotadas por tratado. O Tratado de Relações, assinado em maio de 1903, conseguiu isso.
O Tratado de Relações de 1903 foi usado como justificativa para a Segunda Ocupação de Cuba de 1906 a 1909. Em 29 de setembro de 1906, o Secretário de Guerra (e futuro presidente dos EUA) William Howard Taft iniciou a Segunda Ocupação de Cuba quando estabeleceu o Governo Provisório de Cuba sob os termos do tratado (Artigo três), declarando-se Governador Provisório de Cuba.  Em 23 de outubro de 1906, o presidente Roosevelt emitiu a Ordem Executiva 518, ratificando a ordem. 
O Tratado de Relações de 1903 foi substituído pelo Tratado de Relações de 1934, que revogou em grande medida o tratado de 1903, afirmando o direito dos EUA de arrendar terras para uma estação naval e continuando a manter os EUA inocentes por ações tomadas antes do estabelecimento da República de Cuba em 1902.

## Os tratados de arrendamento de 1903
Um arrendamento que cumpriu o que o tratado previa havia sido executado no início do ano e um segundo arrendamento foi executado no final do ano. O tratado de arrendamento acordado de 16 a 23 de fevereiro de 1903 estipula que a República de Cuba arrenda aos Estados Unidos terras específicas em Cuba, notadamente as terras que cercam a Baía de Guantánamo, com o propósito de carvão e estações navais, pelo tempo que for necessário. O contrato estipula que os Estados Unidos "exercerão jurisdição e controle completos", embora reconheçam "a continuidade da soberania final da República de Cuba". As embarcações cubanas envolvidas no comércio terão livre passagem pelas águas. Os Estados Unidos têm o direito de modificar as águas conforme necessário.
De acordo com o tratado de arrendamento assinado em 2 de julho de 1903, os EUA devem enviar US$ 2 000 em ouro como pagamento ao governo cubano a cada ano. Depois que o Gold Reserve Act de 1934 removeu o padrão-ouro dos EUA, os pagamentos de arrendamento foram unilateralmente alterados para um cheque de papelão lastreado em dólares de papel. O pagamento vencido em 2 de julho de 1974 foi feito por cheque no valor de US$ 4 085.  Com a inflação, US$ 2 000 de 1903 dólares valeriam cerca de US$ 4 085 em 1934 e teriam aumentado para mais de US$ 52 000 em 2013; no entanto, o pagamento permanece em US$ 4 085.
Desde a Revolução Cubana, o governo cubano descontou um desses cheques, e apenas por causa da "confusão" nos primeiros dias da revolução. Os outros cheques, entregues ao "tesoureiro-geral da República", cargo que não existe desde 1959, chegaram a ser mostrados enfiados em uma gaveta de mesa no gabinete de Castro durante uma entrevista televisiva com ele.

## Perspectivas americanas
O tratado ficou aquém dos desejos originais do governo dos Estados Unidos e de seu gabinete militar em Cuba. O desejo era arrendar quatro áreas em vez das duas: Baía de Guantánamo e Bahia Honda. Os outros dois foram Cienfuegos, e Nipe Bay.

## Perspectivas cubanas
O governo de Cuba argumenta que a base é uma afronta constante à sua soberania, tomada sob coação e mantida sob a ameaça da força atômica. Reclamou que armas são contrabandeadas para Cuba através da base e que a base abriga criminosos que fogem da justiça cubana. O contrato de arrendamento contém um direito de extradição mútua para ambas as partes para criminosos em fuga.

O professor cubano-americano Alfred-Maurice de Zayas argumenta que o arrendamento pode ter sido invalidado por violações materiais ou fundamentais de seus termos. O arrendamento de fevereiro de 1903, no Artigo II, afirma que os Estados Unidos são autorizados "geralmente fazer toda e qualquer coisa necessária para adequar as instalações para uso apenas como estações de carvão ou navais, e para nenhum outro propósito". Ele questiona se a unidade prisional atende a esses critérios.